# Henrik Harries
Henrik (Heinrich) Harries (født 9. september 1762 i Flensborg, død 28. september 1802 i Brügge ved Kiel) var præst i Siversted i Slesvig.

## Heil dir im Siegerkranz
Harries skrev i 1790 hymnen Heil dir im Siegerkranz, som var en hyldest til kong Christian 7..
Melodien er den samme som i hymnen God Save the Queen, der første gang blev opført i 1745, men selve melodien er sandsynligvis ældre. 
Et plagiat af Henrik Harries tekst blev offentliggjort i 1793 af Gerhard Schumacher med undertitlen God Save the King. Denne udgave blev opført i Berlins Nationalteater i anledning af den preussiske Kong Frederik Vilhelm 2.s fødselsdag i 1795. Senere blev denne udgave brugt som hymne i det Tyske Kejserrige (1871-1918).
I 1700-tallet var patriotismen ofte knyttet til kongemagten og staten, men ikke i så høj grad til sproget. Det skulle senere ændre sig i 1800-tallet, hvor nationalstaterne opstod. Flensborgeren Henrik Harries skrev på tysk, men følte sig dansk. Således kunne han i 1797 hylde den danske konge på tysk med ordene:
O Dania, was glüht bey deinem Namen  

mir Wang' und Busen durch?  

Ha! Es ist Dänenstolz! es ist die Liebe  

zu dir, mein Vaterland!  

O Dania, hvad gløder ved dit navn  

gennem kind og bryst?  

Oh! Det er Danerstolthed! Det er kærligheden  

til dig, mit fædreland.  

Digtet blev senere brugt af danske sønderjyder til at argumentere for, at også tysksprogede sønderjyder kunne være en del af danskheden. Teksten blev bl.a. brugt på plakater ved folkeafstemningen op til genforeningen i 1920. Det er også blevet fremhævet, at en oprindelig hyldest til en dansk konge paradoksalt nok blev udnyttet til at hylde de preussiske konger og tyske kejsere.